# ФК Орјен
Фудбалски клуб Орјен Зеленика, црногорски је фудбалски клуб из Херцег Новог, који се такмичио у Трећој лиги Црне Горе — Југ до сезоне 2023/24. а прије почетка сезоне 2024/25. одустао је од такмичења из финансијских разлога и због недостатка одговарајућег стадиона, Три пута је освојио Црногорску лигу у оквиру четвртог степена такмичења у СФР Југославији и пет пута Куп Никше Бућина, четири пута у оквиру СФР Југославије и једном од независности Црне Горе.
Утакмице као домаћин игра у на стадиону Опачица, у насељу Зеленика.

## Историја
Основан је 1924. године, а име је добио по планини Орјен и најстарије је спортско друштво у Херцег Новом. До 1941. повремено се такмичио у трећем степену такмичења у оквиру Краљевине Срба, Хрвата и Словенаца и Краљевине Југославије, а које се звало Првијенство Зетске и Приморске бановине (1922-1930) и Првијенство Цетињског ногометног подсавеза (1930-1940).

Након Другог свјетског рата промијенио је име у Полет, које је носио до 1975. након чега је враћено старо име. У периоду од 1970. до 1992. освојио је три титуле у оквиру Јужне регије у Републичкој лиги Црне Горе, која је била четврти степен такмичења, у сезонама 1969/70, 1972/73. и 1990/91. Освојио је и четири пута Куп Никша Бућин у оквиру Јужне регије: 1973, 1977, 1982. и 1990. Током двије сезоне такмичио се у Трећој лиги Југославије, у сезонама 1973/74. и 1991/92.
Након осамостаљења Црне Горе на Референдуму 2006. године, такмичење је почео у Јужној регији у оквиру Треће лиге. Сезону 2021/22. завршио је на шестом мјесту и освојио је Куп Никше Бућина по пети пут и први пут од 1990. године, побједом у финалу против Ловћена 3 : 0. Сезону 2022/23. завршио је на петом мјесту.

## Стадион
Утакмице као домаћин игра на стадиону Опачица, који је изграђен 1972. године у насељу Зеленика. Углавном је био намијењен за млађе категорије и такмичење у нижим лигама, због неусловне инфраструктуре, подлоге и прилаза и непостојања паркинга.

## Успјеси
| Такмичење                                    | Такмичење                      | Број                           | Година                         |                                |                                |
| Трећа лига Црне Горе — Југ — 0               | Трећа лига Црне Горе — Југ — 0 | Трећа лига Црне Горе — Југ — 0 | Трећа лига Црне Горе — Југ — 0 | Трећа лига Црне Горе — Југ — 0 | Трећа лига Црне Горе — Југ — 0 |
| -------------------------------------------- | ------------------------------ | ------------------------------ | ------------------------------ | ------------------------------ | ------------------------------ |
| Трећа лига                                   | Првак                          | 0                              |                                |                                |                                |
| Куп регије Југ — 0                           |                                |                                |                                |                                |                                |
| Регионални куп                               | Побједник                      | 0                              |                                |                                |                                |
| Куп Никша Бућин — 5                          |                                |                                |                                |                                |                                |
| Куп Никша Бућин                              | Побједник                      | 5                              | 1973, 1977, 1982, 1990, 2022   |                                |                                |
| Регионална лига Црне Горе — Јужна регија — 3 |                                |                                |                                |                                |                                |
| Регионална лига Црне Горе                    | Побједник                      | 3                              | 1969/70, 1972/73, 1990/91      |                                |                                |